# Embrace (album của Armin van Buuren)
Embrace là album phòng thu thứ sáu của nhà sản xuất trance Hà Lan và DJ Armin van Buuren. Nó được phát hành vào ngày 29 tháng 10 năm 2015 thông qua Armada Music. Buổi ghi hình đã được tham dự trong số những người khác, bởi Cosmic Gate, Gavin DeGraw, Hardwell, Eric Vloeimans và Mr. Probz.

## Bối cảnh
Giải thích về tên của album, Van Buuren cho biết: "Ý tưởng này là để 'EMBRACE' dụng cụ khác nhau và âm thanh, và kết hợp chúng thành âm thanh của tôi."
Giải thích bìa album, Anton Corbijn cho biết: "Tôi chụp ảnh Armin với ý tưởng để thay đổi nhận thức của công chúng về anh ta và những gì anh ta đang tạo ra. Ông là một chàng trai tốt như vậy, vì vậy tôi đã làm việc trên cho anh cạnh hơn một chút trực quan và tạo ra hình ảnh mà giữ một hỗn hợp các tài liệu tham khảo để Sgt. Pepper và Mad Max. Playful thứ cơ bản. Apt cho một DJ đa năng người yêu quý âm nhạc và đi trên thế giới. "

## Danh Sách Bài Hát
Ngày 01 Tháng 10 năm 2015, danh sách các bài hát trên Embrace đã được công bố trong tập # 733 của chương trình phát thanh van Buuren của A State of Trance.
| STT | Nhan đề                                           | Sáng tác                                                                      | Thời lượng |
| --- | ------------------------------------------------- | ----------------------------------------------------------------------------- | ---------- |
| 1.  | "Embrace" (featuring Eric Vloeimans)              | Armin van Buuren Benno de Goeij Eric Vloeimans                                | 7:36       |
| 2.  | "Another You" (featuring Mr. Probz)               | van Buuren de Goeij Dennis Princewell Stehr Niels Geusebroek                  | 3:10       |
| 3.  | "Strong Ones" (featuring Cimo Fränkel)            | van Buuren de Goeij Sebastian Thott Andreas Moe Cimo Fränkel                  | 3:08       |
| 4.  | "Make It Right" (featuring Angel Taylor)          | van Buuren de Goeij Angel Mae Taylor Niels Geusebroek                         | 5:41       |
| 5.  | "Face of Summer" (featuring Sarah Decourcy)       | van Buuren de Goeij Sarah Decourcy                                            | 6:38       |
| 6.  | "Heading Up High" (featuring Kensington)          | van Buuren de Goeij Casper Starreveld Eloi Youssef Niles Vandenberg Jan Haker | 3:52       |
| 7.  | "Gotta Be Love" (featuring Lyrica Anderson)       | van Buuren de Goeij Lyrica Anderson                                           | 6:41       |
| 8.  | "Hands to Heaven" (featuring Rock Mafia)          | van Buuren de Goeij Tim James Antonina Armato                                 | 6:02       |
| 9.  | "Caught in the Slipstream" (featuring BullySongs) | van Buuren de Goeij Andrew Bullimore                                          | 5:07       |
| 10. | "Embargo" (with Cosmic Gate)                      | van Buuren de Goeij Claus Terhoeven Stefan Bossems                            | 5:19       |
| 11. | "Freefall" (featuring BullySongs)                 | van Buuren de Goeij Andrew Bullimore                                          | 3:19       |
| 12. | "Indestructible" (featuring DBX)                  | van Buuren de Goeij Daniel Bell                                               | 3:16       |
| 13. | "Old Skool"                                       | van Buuren de Goeij                                                           | 3:56       |
| 14. | "Off the Hook" (with Hardwell)                    | van Buuren de Goeij Robbert van de Corput                                     | 5:44       |
| 15. | "Looking for Your Name" (featuring Gavin DeGraw)  | van Buuren de Goeij Gavin Shane DeGraw                                        | 4:53       |

## Bảng Xếp Hạng
| BXH (2015)                                    | Vị Trì Cao Nhất |
| --------------------------------------------- | --------------- |
| Album Bỉ (Ultratop Vlaanderen)                | 40              |
| Album Bỉ (Ultratop Wallonie)                  | 53              |
| Album Canada (Billboard)                      | 92              |
| Album Hà Lan (Album Top 100)                  | 1               |
| Album Đức (Offizielle Top 100)                | 73              |
| Album Ba Lan (ZPAV)                           | 23              |
| Album Thụy Sĩ (Schweizer Hitparade)           | 82              |
| Album Anh Quốc Dance (OCC)                    | 16              |
| Album Hoa Kỳ Top Dance/Electronic (Billboard) | 4               |